# Picramnia teapensis
Picramnia teapensis är en tvåhjärtbladig växtart som beskrevs av Louis René Tulasne. Picramnia teapensis ingår i släktet Picramnia och familjen Picramniaceae. Inga underarter finns listade.